# Kana lanyuensis
Kana lanyuensis är en insektsart som beskrevs av Huang 1994. Kana lanyuensis ingår i släktet Kana och familjen dvärgstritar. Inga underarter finns listade i Catalogue of Life.